# Catasetum discolor
Catasetum discolor  es una especie de orquídea litofita u ocasionalmente epifita. Esta especie está distribuida al sur de Venezuela y Guyana, Colombia, y al norte de Brasil.

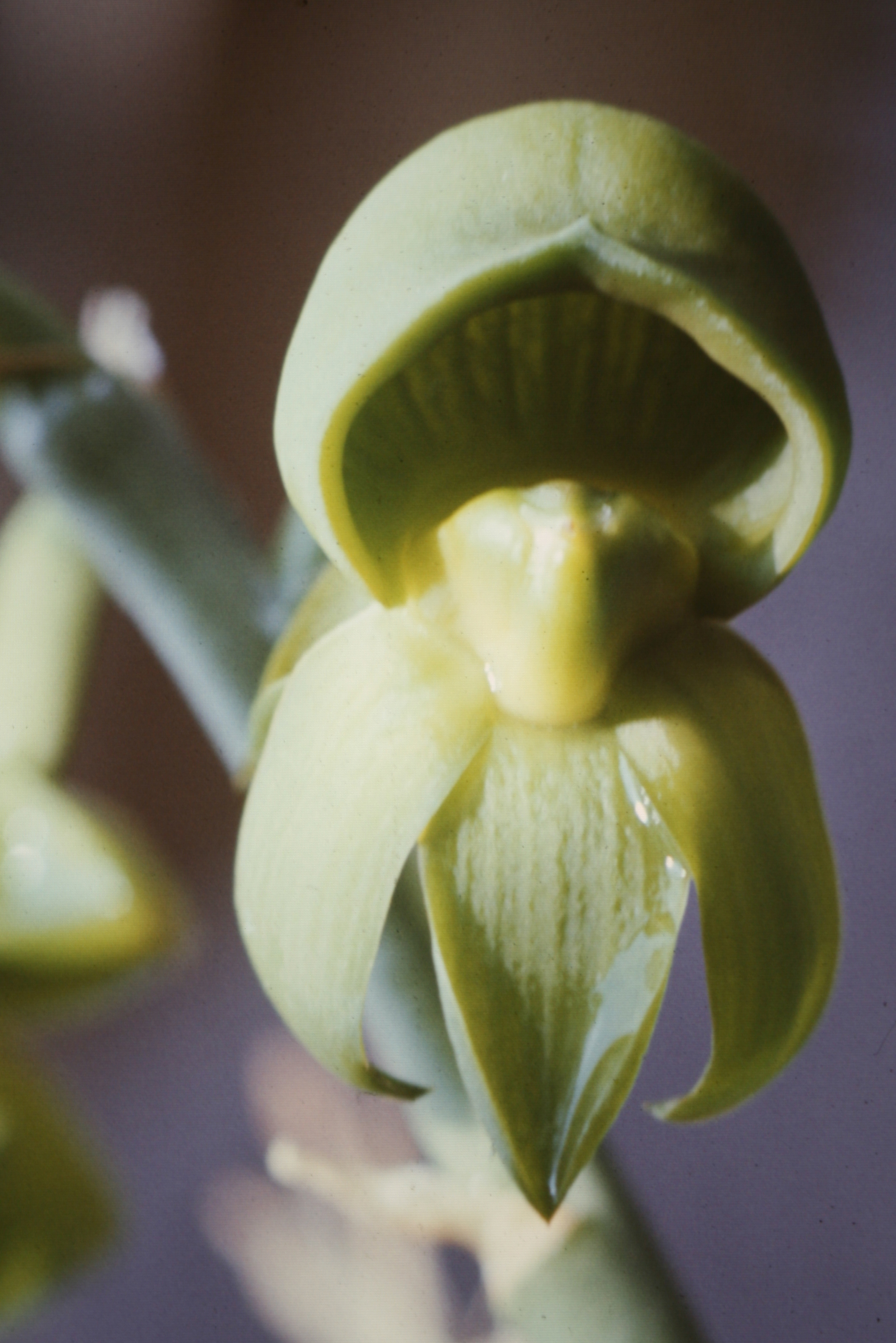
Detalle de la flor

## Descripción
Es una orquídea de gran tamaño, litofita  con hábitos terrestres, u ocasionalmente epífitas con pseudobulbos ovoides a estrechamente ovoide-fusiformes, con 2 a 3  nodos y basalmente envueltos por varias vainas de las hojas de apoyo que llevan 6-7 hojas, plegadas, pecioladas, linear-lanceoladas, agudas y caducas. Florece en una inflorescencia erecta a arqueada, de 45 cm de largo, densamente cubierta de flores fragantes, muchas de ellas con flores carnosas, se producen a finales del otoño hasta invierno en un pseudobulbo maduro que todavía está, o no, con hojas.

## Distribución y hábitat
Se encuentra en el interior de Sudamérica, desde Colombia, Venezuela, Guyana, Surinam, Guayana Francesa y el norte y el este de Brasil, en el suelo arenoso entre matas de hierba y bajo los arbustos y árboles bajos cerca de los bosques de galería, a una altitud de 500 hasta 1100 metros. 

## Taxonomía
Catasetum discolor fue descrito por John Lindley y publicado en Edwards's Botanical Register 20: t. 1735. 1834.
Etimología
Ver: Catasetum
discolor: epíteto latino que significa "con dos colores".
Sinonimia
- Monachanthus discolor Lindl. (1835)  (Basónimo)
- Monachanthus discolor var. bushnanii Hook. (1837)
- Monachanthus discolor var. viridiflorus Hook. (1837)
- Monachanthus bushnanii Hook. (1840)
- Catasetum ciliatum Barb.Rodr. (1877)
- Catasetum claesianum L. Linden & Cogn. (1893)
- Catasetum discolor var. vinosum Cogn. (1894)
- Catasetum discolor var. bushnanii Cogn. (1902)
- Catasetum discolor var. viridiflorum Cogn. (1902)
- Catasetum discolor var. claesianum (L. Linden & Cogn.) Mansf. (1932)
- Catasetum discolor f. genuinum Hoehne (1942)[4]